# Alleena mexicana
Alleena mexicana är en plattmaskart. Alleena mexicana ingår i släktet Alleena och familjen Latocestidae. Inga underarter finns listade i Catalogue of Life.